# Kandava kommun
Kandava kommun (lettiska: Kandavas novads) var en kommun i Lettland. Den låg i den västra delen av landet, 80 km väster om huvudstaden Riga. Antalet invånare var 10 057. Arean var 651 kvadratkilometer. Kandavas novads gränsade till Tukuma novads.
2021 slogs kommunen samman med Tukums kommun.
Följande samhällen finns i Kandava kommun:
- Kandava